# Rondout Creek
Der Rondout Creek ist ein 102 km langer Nebenfluss des Hudson River im US-Bundesstaat New York.
Er entspringt am Rocky Mountain im Ulster County in den östlichen Catskills, fließt südwärts in das Rondout Reservoir und in das Tal zwischen den Catskills und der Shawangunk Ridge, wo er über die High Falls stürzt und sich schließlich bei Kingston in den Hudson River ergießt.
Dank des Wallkill River misst das Einzugsgebiet des Rondout Creek 2850 Quadratkilometer und umfasst das gesamte Gebiet bis hin zum Sussex County, New Jersey. Die recht hohen Berge an seinem Oberlauf und um das Reservoir, in dem das Wasser von drei anderen Trinkwasserreservoirs zusammengeführt wird, tragen zu der Abflussmenge des Creeks bei.
Das Gewässer wurde im 19. Jahrhundert wirtschaftlich bedeutend, als der Delaware and Hudson Canal seinem Verlauf folgend zwischen Napanoch und dem heute zu Kingston gehörenden Rondout gebaut wurde, Letzteres rasch zum nördlichen Hafen an dem Kanal wuchs. Auch heute ist der Creek von wirtschaftlichem Interesse, nicht nur wegen des Trinkwasserspeichers, sondern auch wegen des Angelsports und der anderen Möglichkeiten zur Naherholung, die er gewährt.

## Lauf
In seinem Quellgebiet, oberhalb des Trinkwasserspeichers, handelt es sich um einen typischen Bergbach. Unterhalb des Reservoirs bleibt der Bach steinig, weitet sich jedoch auf dem Boden eines schmalen Tals. In Napanoch, wo der Rondout Creek nach Nordosten biegt und seinen ersten größeren Zufluss empfängt, den Ver Nooy Kill, wird er wie das Tal breiter und auch tiefer.
Nördlich der Shawangunks, wo der Wallkill River vom Sturgeon Pool her einmündet, ist der Creek an manchen Stellen breit genug, um als Rondout River bezeichnet zu werden. Bei Creeklocks, dem früheren nördlichen Auslass des Kanals, wird der Rondout Creek breit und tief genug, um schiffbar zu sein, und mehrere Marinas liegen an den Ufern des Gewässers, das in Kingston kurz vor seiner Mündung über 30 Meter breit ist.

### Catskills und Quellgebiet
Der Rondout Creek entspringt unterhalb des Passes zwischen Rocky Mountain  und Balsam Cap Mountain und fließt südwärts die Flanke des Rocky Mountain in ein schmales Tal hinunter, wobei er von links den Picket Brook und von rechts drei namenlose Bäche empfängt, die vom Peekamoose Mountain kommen. Auf den ersten zwei Meilen (3 km) seines Laufes erreicht der Creek privates Land und quert mit der Peekamoose Road (Ulster County 42) die erste Straße. Dabei ist der Fluss um etwa 440 m herabgestiegen. Er biegt nach Südwesten und folgt einem örtlich als Peekamoose Gorge bezeichneten Tal. Der Großteil des Landes um den Creek ist Teil von New Yorks Forest Preserve und deswegen nicht erschlossen. Der steinige Bach bildet mehrere beliebte natürliche Schwimmbecken, von denen das Blue Hole wegen des grünlichen Farbtones  seines tiefen Wassers bekannt ist. Südlich des kleinen Wasserlaufs, das den Peekamoose Lake entwässert, kreuzt der Creek die Peekamoose Road, die dann zunächst hoch über seinem Lauf verläuft, ihm aber dann eng folgt.
In diesem Bereich empfängt er mehrere Zuflüsse von rechts – Buttermilk Falls Brook, High Falls Brook und Bear Hole Brook. Die meisten davon entspringen wie der Rondout Creek selbst in der westlich gelegenen Slide Mountain Wilderness Area. Weiter östlich liegt ein weiteres Waldschutzgebiet, der Sundown Wild Forest, wo einige unbenannte Zuflüsse entspringen. Wegen der Waldschutzgebiete auf beiden Teilen des Creeks und des leichten Zugangs zu dem öffentlichen Land wurde der Bach hier zu einem der beliebtesten Bäche zum Fang von Forellen.
Der Creek unterquert die Peekamoose Road, die hier auch den Long Path führt, direkt nördlich eines Campingplatzes im Peekamoose Wild Forest erneut und passiert dann den Weiler Sundown. Er wird dann etwas breiter, an seinen Ufern bildet sich eine Überschwemmungsebene. Das Land auf den Seiten des Gewässers ist nun weitgehend im Privatbesitz, und der öffentliche Zugang zu dem Creek ist auf seinem Weg ins Sullivan County selten möglich.

### Vom Reservoir nach Napanoch
Nachdem der Creek unter der NY 55A hindurchführte, weitet er sich unterhalb von Grahamsville zum Reservoir und beginnt mehr in einer ostsüdöstlichen Richtung zu fließen. NY 55 und NY 55A rahmen das Reservoir im Süden bzw. Norden ein. Nach einem Drittel der 14 Kilometer Länge kreuzt das Reservoir zurück in das Ulster County. Es liegt rund 256 m über dem Meeresspiegel. Unterhalb des Trinkwasserspeichers setzt der Creek seinen Weg an der Stätte des früheren Weilers Lackawack fort. Er verlässt den Catskill Park, nun ostwärts gerichtet, in einem steinigen, breiten Bett in einer Umgebung mit etwas mehr Bebauung.
Der Creek verläuft in engem Kontakt mit der State Route 55, von der er nur abweicht, wenn er nordwärts zum Honk Lake führt. Danach unterquert er NY 55 und erreicht Napanoch. Er führt unter der US 209 hindurch und der Ver Nooy Kill mündet in ihn ein. Dann biegt der Rondout Creek nach Nordosten, parallel zur Shawangunk Ridge und zum Rand des Catskill Plateau.

### Rondout Valley
Der Creek ist nun tiefer und breiter und bildet das Bett eines sich erweiternden Tales. Er führt an der Eastern Correctional Facility vorbei, wo dann mit einem leeren Graben neben einer aufgelassenen Eisenbahnstation das erste Überbleibsel des alten Kanals sichtbar ist, weiter in Richtung Kerhonkson, wo NY 55 und US 44 den Creek überqueren. US 209 verläuft parallel zum Creek in Richtung High Falls, wo er eine Kurve nach Osten einschlägt, die ihn um das nördliche Ende der Shawangunk Ridge führt.
Hier fällt das Gewässer über den Wasserfall, die Sehenswürdigkeit, die der Ortschaft den Namen gegeben hat, unterhalb der NY 213.

### Unterlauf und Kingston
Um das nördliche Ende der Shawangunks empfängt der Rundout Creek mehrere Wasserläufe aus der Minnewaska State Preserve: Peters Kill, Stony Kill und Coxing Kill. Er schlägt dann wieder eine östliche Richtung ein. Die State Route 213 ersetzt die State Route 209 als Straße, die parallel zum Creek und zu dem leeren Graben des früheren Kanals nach Rosendale führt, der nächsten Ansiedlung in dem Tal, die ihre Existenz dem Bau des Kanals und später der Zementfabrik verdankt, die den Kanal nutzte, um ihre Produkte zu den Abnehmern zu transportieren.
Hier wird der Roundout Creek von NY 213 und NY 32 unterquert. Er verläuft in diesem Bereich in einem zum Hochwasserschutz begradigten und mit befestigten Ufern versehenen Bett, doch kurz darauf kehrt er in ein natürlicheres Bett zurück, während er unterhalb des New York State Thruway verläuft. In dem bewaldeten Gebiet östlich des Thruway mündet von Süden der Wallkill River, dessen Wassermenge durch den wenig aufwärts gelegenen Sturgeon Pool gespeist wird. Der Rondout Creek biegt nach Norden und dann erneut nach Osten und quert die State Route 213 erneut. Bei Creeklocks sind die letzte Schleuse und das Ende des Kanals noch sichtbar.
In Kingston selbst verbreitert sich der Creek und strömt unter zwei Brücken hindurch; die historische Kingston–Port Ewen Suspension Bridge, die US 9W überführte, bis die benachbarte John T. Loughran Bridge erbaut wurde. Das Stadtviertel West Strand entlang des Ufers hat sich in den letzten Jahren verjugendlicht, und an den Anlegestegen hier sind an Sommerwochenenden zahlreiche Boote festgemacht. Die alten Werften von Schiffsbauern säumen das nördliche Ufer. Eines dieser Gebäude wurde zum Hudson River Maritime Museum umgebaut. Nach einer sanften Kurve durch sumpfigeres und weniger bebautes Gebiet im Stadtviertel Kingston Point entleert sich der Rondout Creek am Rondout Light, direkt gegenüber von Rhinecliff, in den Hudson River.

## Geschichte

### Kolonialzeit
Die frühen niederländischen Siedler stellten schnell den Wert des Rondout Creeks für ihre kolonialen Ziele fest und gründeten Anfang des 17. Jahrhunderts einen Handelsposten, an dem sie mit den Indianern Handel trieben, die sich in dem Gebiet aufhielten. 1652 wurde der Engländer Thomas Chambers der erste ständige Bewohner der Stätte, an der sich das heutige Kingston bildete. Im Vergleich zum Esopus Creek spielte der Rondout Creek in der Zeit der frühen Kolonisierung nur eine kleine Rolle; der weiter nördlich gelegene Nebenfluss des Hudson River war weiter schiffbar und verfügte an seinen Ufern über mehr zum Ackerbau nutzbares Land.

### Ära des Kanals
Die Besiedlung schritt zwar langsam ins Hinterland voran, doch dauerte es bis weit nach der Amerikanischen Revolution, bevor der Rondout Creek wirtschaftlich wichtig wurde. In den 1820er Jahren wurden sich zwei Geschäftsleute aus Philadelphia bewusst, dass immense Profite gemacht werden könnten, wenn man einen Weg finden würde, die hochqualitative Anthrazitkohle aus dem unerschlossenen Northeastern Pennsylvania zu den lukrativen Märkten in New York City zu bringen. Die Eisenbahnen waren noch nicht ausreichend ausgebaut, und die beiden Geschäftsleute sahen die Möglichkeit des Baus eines Kanals von Honesdale, Pennsylvania zum Hudson River bei der damaligen Ortschaft Rondout. 1828 gründeten sie ein Unternehmen und einige Jahre später wurde der Delaware and Hudson Canal eröffnet. Kohle wurde auf Bargen  zu den Flussschiffen in Rondout transportiert, und der Ort entwickelte sich rasch. Der Kanal blieb bis zum Ende des 19. Jahrhunderts ein prosperierendes Geschäft. Dann wurde der Eisenbahntransport endgültig kostengünstiger, und nach einer kurzen Periode der Nutzung für den Transport von Zement aus Rosendale endeten die Tage des Kanals 1904. Das frühere Hafengebiet am Ende des Kanals ist heute im Rahmen des Rondout-West Strand Historic District in das National Register of Historic Places aufgenommen.

### Ära des Trinkwasserreservoirs
Im Laufe des 20. Jahrhunderts bekam das Gewässer eine andere wichtige Nutzung. Der Naturalist John Burroughs hatte sie antizipiert, als er am Anfang des Jahrhunderts das Quellgebiet des Rondout Creek mit einem Freund durchstreifte und seinen Essay A Bed of Boughs schrieb, in dem er über die Reinheit des Wassers und seine Vorzüge für Mensch und Fisch nachdachte:

“My eyes had never before beheld such beauty in a mountain stream. The water was almost as transparent as the air—was, indeed, like liquid air; and as it lay in these wells and pits enveloped in shadow, or lit up by a chance ray of the vertical sun, it was a perpetual feast to the eye—so cool, so deep, so pure; every reach and pool like a vast spring. You lay down and drank or dipped the water up in your cup, and found it just the right degree of refreshing coldness. One is never prepared for the clearness of the water in these streams. It is always a surprise. See them every year for a dozen years, and yet, when you first come upon one, you will utter an exclamation. I saw nothing like it in the Adirondacks, nor in Canada. Absolutely without stain or hint of impurity, it seems to magnify like a lens, so that the bed of the stream and the fish in it appear deceptively near. It is rare to find even a trout stream that is not a little ‘off color,’ as they say of diamonds, but the waters in the section of which I am writing have the genuine ray; it is the undimmed and untarnished diamond.
If I were a trout, I should ascend every stream till I found the Rondout. It is the ideal brook.”

Beginnend 1915 mit dem Ashokan Reservoir hat die Stadtverwaltung von New York City die Wasserversorgung der Stadt mit dem Aufbau von Trinkwasserspeichern in den Catskills erweitert. 1937 begann der Bau des Merriman Dam bei Lackawack, mit dem das reine Wasser, von dem Burroughs geschrieben hatte, aufgestaut und ab 1951 den Wasserwerken der Stadt zugeführt wurde. Heute bestreitet das Reservoir über das Delaware Aqueduct und dessen Verbindung durch das Neversink Aqueduct zu den Reservoirs Neversink, Pepacton und Cannonsville weiter westlich die Hälfte des täglichen Wasserbedarfs der Stadt.